# Yucca harrimaniae subsp. gilbertiana
Yucca harrimaniae subsp. gilbertiana (englischer Trivialname „Salt Lake Desert Yucca“) ist eine Unterart der Pflanzenart Yucca harrimaniae in der Familie der Spargelgewächse (Asparagaceae).

## Beschreibung
Yucca harrimaniae subsp. gilbertiana wächst solitär und verbreitet sich über Ausläufer. Das Wurzelsystem ist wie bei der Unterart Yucca harrimaniae subsp. sterilis rhizomartig. Die blaugrünen Laubblätter sind 20 bis 40 cm lang und in der Mitte 2 bis 4 cm breit. Im Gegensatz zu Unterart Yucca harrimaniae subsp. sterilis sind die Blätter steifer. Die Blattränder bilden Fasern.
Der in den Blättern beginnende Blütenstand wird 0,4 bis 1 Meter hoch. Die hängenden, glockenförmigen, kugeligen, zwittrigen Blüten weisen eine Länge von 4 bis 6 cm und einen Durchmesser von 2 bis 3 cm auf. Von den sechs gleichgestaltigen weißen bis cremefarbenen Blütenhüllblätter sind die äußeren manchmal teilweise violett überzogen. Die Blütezeit reicht von Mai bis Juni.

## Verbreitung
Yucca harrimaniae subsp. gilbertiana ist in den US-Bundesstaaten Utah und Nevada in von Wüsten-Beifuß dominierten Ebenen, auf flachen steinigen Hügeln in Höhenlagen zwischen 1700 und 2000 Metern verbreitet. Diese Unterart wächst vergesellschaftet mit Sclerocactus pubispinus, Sclerocactus spinosior, Pediocactus simpsonii und verschiedenen anderen Kakteen-Arten.
Yucca harrimaniae subsp. gilbertiana ist in Mitteleuropa frosthart bis −20 °C. Sie ist in Sammlungen selten. In Deutschland, Mannheim, in der Sammlung von F. Hochstätter wachsen zwölf Jahre alte Exemplare mit Schutz in den Wintermonaten im Freiland.

## Systematik
Der botanische Namen wurde nach G. K. Gilbert gewählt. Die gültige Beschreibung durch Fritz Hochstätter unter dem Namen Yucca harrimaniae subsp. gilbertiana ist 2000 veröffentlicht worden.
Ein Synonym ist Yucca harrimaniae var. gilbertiana Trel. (1907).

## Bilder
Yucca harrimaniae subsp. gilbertiana:

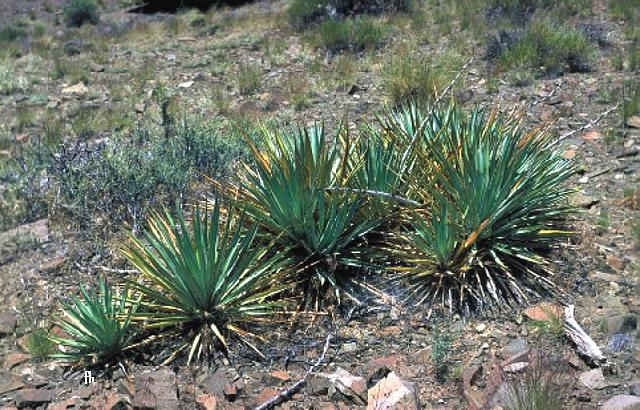
Kleine Kolonie in Utah
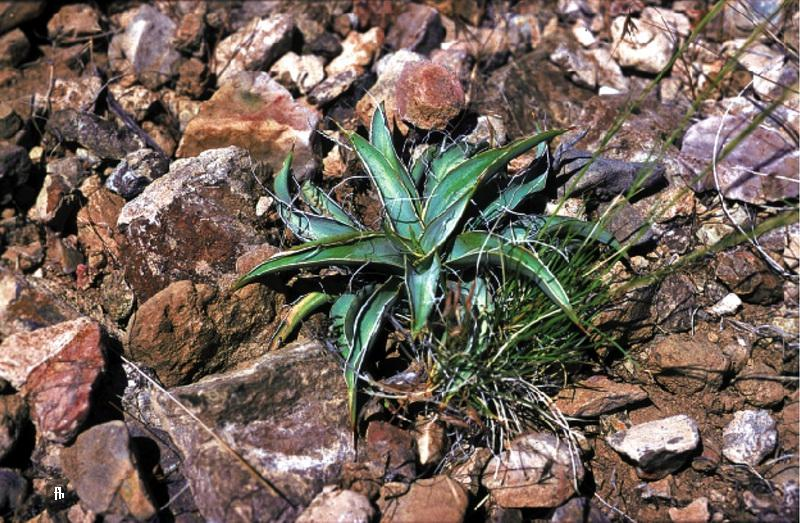
Jungpflanze im Mai in Nevada